# Diferenças de gênero

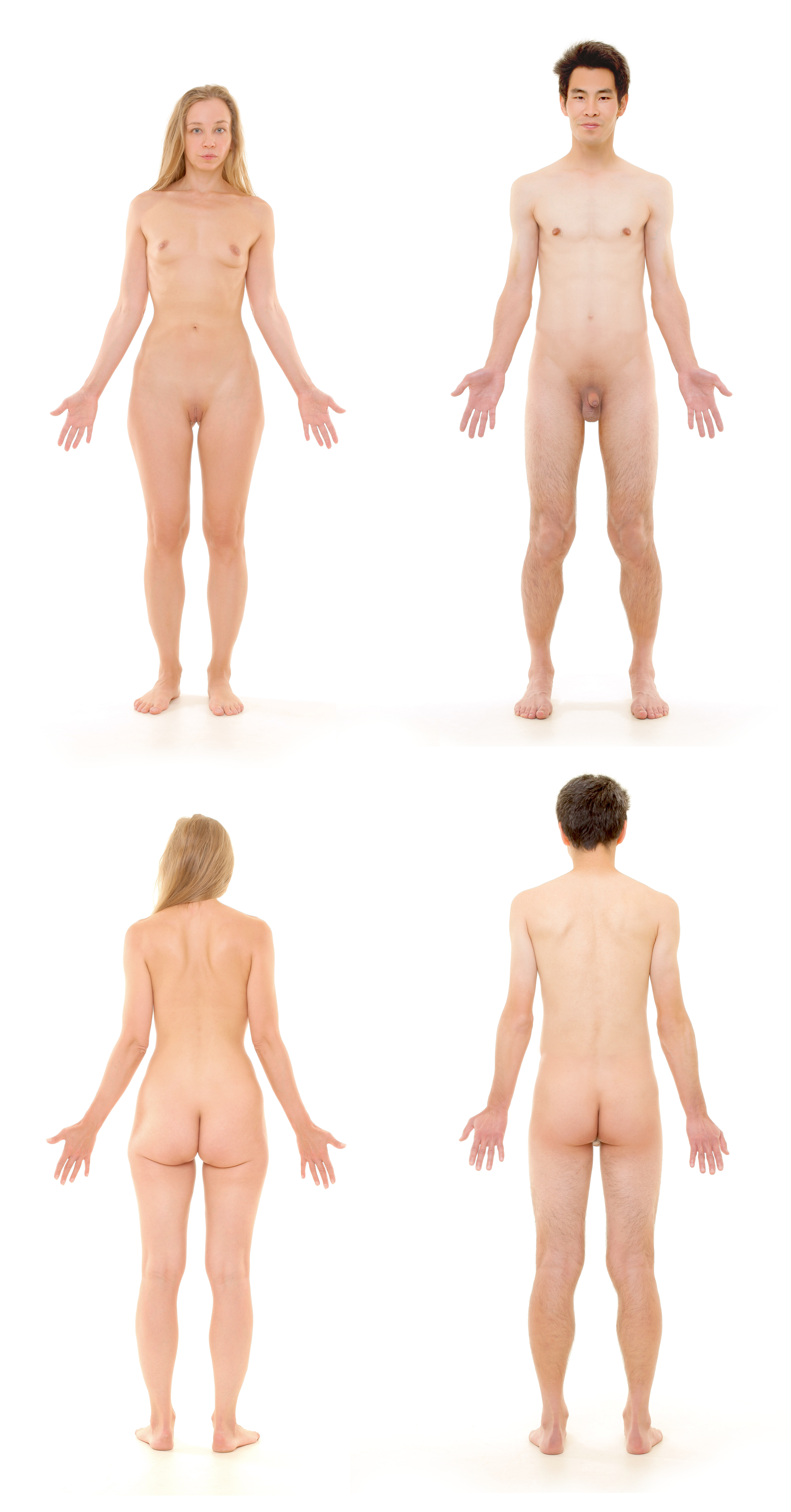
Diferenças de gênero e suas características do corpo em comparação da mulher e do homem.

As diferenças sexuais na fisiologia humana são distinções de características fisiológicas associadas a homens ou mulheres. Estes podem ser de vários tipos, incluindo diretos e indiretos. Direto sendo o resultado direto de diferenças prescritas pelo cromossomo Y e indireto sendo uma característica influenciada indiretamente (por exemplo, hormonalmente) pelo cromossomo Y.  'Dimorfismo sexual'  é um termo para a diferença fenotípico entre machos e fêmeas da mesma espécie.
As diferenças diretas de sexo seguem uma distribuição bimodal. Através do processo de [meiose] e fertilização (com raras exceções), cada indivíduo é criado com zero ou um cromossomo Y. O resultado complementar para o cromossomo X segue, um X duplo ou um único. Portanto, as diferenças sexuais diretas são geralmente de expressão binária (embora os desvios nos processos biológicos complexos produzam uma variedade de exceções). Estes incluem, mais visivelmente, o sexo masculino (vs feminino) gônadas.
Diferenças de sexo indiretas são diferenças gerais, quantificadas por dados empíricos e análises estatísticas. A maioria das características diferentes obedecerá a uma distribuição em curva de sino (isto é, normal) que pode ser amplamente descrita pela média (distribuição de pico) e desvio padrão (indicador do tamanho da faixa). Frequentemente, apenas a diferença média ou média entre os sexos é dada. Isso pode ou não impedir a sobreposição nas distribuições. Por exemplo, a maioria dos homens é mais alta que a maioria das mulheres, mas uma mulher individual pode ser mais alta que um homem.
As diferenças mais óbvias entre machos e fêmeas incluem todas as características relacionadas ao papel reprodutivo, notadamente os sistemas endócrinos (hormonais) e seus efeitos fisiológicos e comportamentais, incluindo diferenciação gonadal, diferenciação genital e interna e externa dos órgãos genitais e externos e diferenciação de massa muscular, altura e distribuição capilar.

## Determinação e diferenciação sexual

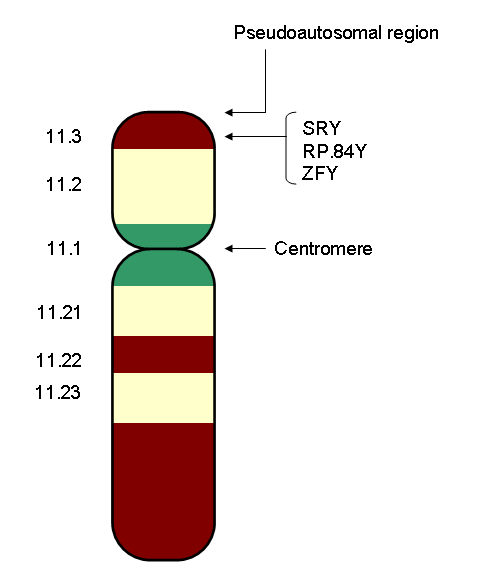
O cromossomo Y humano, mostrando o gene SRY. SRY é um gene que regula a diferenciação sexual.

O genoma humano consiste em duas cópias de cada um dos 23 cromossomos (um total de 46). Um conjunto de 23 vem da mãe e um conjunto vem do pai. Desses 23 pares de cromossomos, 22 são autossomos e um é um cromossomo sexual. Existem dois tipos de cromossomos sexuais - "X" e "Y". Nos seres humanos e em quase todos os outros mamíferos, as fêmeas carregam dois cromossomos X, designados XX, e os machos, um X e um Y, designados XY.
Um ovo humano contém apenas um conjunto de cromossomos (23) e é considerado haplóide. O esperma também possui apenas um conjunto de 23 cromossomos e, portanto, é haplóide. Quando um óvulo e espermatozóide se fundem em fertilização, os dois conjuntos de cromossomos se reúnem para formar um indivíduo "diploide" único com 46 cromossomos.
O cromossomo sexual em um óvulo humano é sempre um cromossomo X, uma vez que uma fêmea tem apenas cromossomos sexuais X. No esperma, cerca de metade do esperma tem um cromossomo X e metade tem um cromossomo Y. Se um óvulo se funde com um espermatozóide com um cromossomo Y, o indivíduo resultante é do sexo masculino. Se um óvulo se funde com um espermatozóide com um cromossomo X, o indivíduo resultante é do sexo feminino. Existem raras exceções a essa regra na qual, por exemplo, indivíduos XX se desenvolvem como homens ou indivíduos XY se desenvolvem como mulheres. Os cromossomos não são o determinante final do sexo. Em alguns casos, por exemplo, bebês cromossômicos do sexo feminino que foram expostos a altos níveis de andrógenos antes do nascimento podem desenvolver genitais masculinizados no momento em que nascem. Existem outras variações de cromossomos sexuais que levam a uma variedade de expressões físicas diferentes.
O cromossomo X carrega um número maior de genes em comparação ao cromossomo Y. Em humanos, a inativação do cromossomo X permite que homens e mulheres tenham expressão igual dos genes no cromossomo X, uma vez que as fêmeas têm dois cromossomos X enquanto os homens têm um único cromossomo X e Y. A inativação do cromossomo X é aleatória nas células somáticas do corpo, pois o cromossomo X materno ou paterno pode se tornar inativado em cada célula. Assim, as fêmeas são mosaicos genéticos.
Esse processo é visto em todos os mamíferos e também é chamado de lyonização - depois da geneticista Mary F. Lyon, que descreveu o processo em 1962. Nas células somáticas de uma criança em desenvolvimento, um dos cromossomos X é encurtado e condensado. Os genes neste cromossomo, portanto, não podem ser transcritos para um transcrito de mRNA e permanecem não lidos. Essas estruturas condensadas podem ser vistas como corpos escuros sob o microscópio e são comumente chamadas de corpos Barr. Em indivíduos com síndrome de Klinefelter (mulheres: XXX, homens: XXY), o cromossomo X extra é inativado, resultando em dois corpos Barr.

### Dimorfismo sexual
O dimorfismo sexual (duas formas) refere-se ao fenômeno geral em que as formas masculina e feminina de um organismo exibem características ou características morfológicas distintas.
O dimorfismo sexual em humanos é objeto de muita controvérsia, principalmente em relação à capacidade mental e ao sexo psicológico. (Para uma discussão, consulte biologia de gênero, sexo e inteligência, gênero e transgêneros.) As diferenças óbvias entre homens e mulheres incluem todos os recursos relacionados ao papel reprodutivo, principalmente os sistemas endócrinos (hormonais) e seus efeitos físicos, psicológicos e comportamentais. . Embora o sexo seja uma dicotomia binária, com "masculino" e "feminino" representando categorias sexuais opostas e complementares para fins de reprodução, um pequeno número de indivíduos possui uma anatomia que não está em conformidade com os padrões masculino ou feminino, ou contém características próximas associado a ambos. Tais indivíduos, descritos como intersexuais, às vezes são inférteis, mas geralmente são capazes de se reproduzir. A taxa atual estimada de intersexualidade é de cerca de 1 em 1500 a 1 em 2000 nascimentos. Há um número maior de indivíduos, no entanto, que apresentam uma variação mais sutil do sexo designado. Essas variações nem sempre estão presentes no nascimento.  A intersexualidade não é frequentemente discutida ou testemunhada na cultura ocidental porque, quando um bebê intersexual nasce, a cirurgia geralmente é realizada nas primeiras 24 horas para atribuir um sexo ao bebê.

## Evolução do dimorfismo sexual no tom da voz humana
O tom de uma voz masculina é cerca da metade da altura nos homens em comparação com as mulheres. Mesmo depois de controlar a altura e o volume do corpo, a voz masculina permanece mais baixa. Alguns cientistas sugeriram que a voz humana evoluiu através da seleção sexual intersexual, via escolhas masculinas femininas. Puts (2005) mostrou que a preferência pelo tom de voz masculino mudou de acordo com o estágio do ciclo menstrual  enquanto Puts (2006) constatou que as mulheres preferiam vozes masculinas mais baixas principalmente para relações sexuais de curto prazo. A seleção intrassexual, através da competição masculina, também causa uma seleção no tom de voz. O tom está relacionado ao poder interpessoal  e os homens tendem a ajustar seu tom de acordo com a dominância percebida ao falar com um concorrente.

## Tamanho, peso e forma do corpo
- Externamente, as partes mais sexualmente dimórficas do corpo humano são o peito, a metade inferior da face e a área entre a cintura e os joelhos..[13]
- Os machos pesam cerca de 15% mais do que as fêmeas, em média. Para aqueles com mais de 20 anos de idade, os homens nos EUA têm um peso médio de 86,1 kg (190 libras), enquanto as mulheres têm um peso médio de 74 kg (163 libras).[14]
- Em média, os homens são mais altos que as mulheres, cerca de 15 cm (6 polegadas).[15] Homens americanos com 20 anos ou mais têm uma altura média de 176,8 cm. A altura média das fêmeas correspondentes é de 162 cm.[14]
- Em média, os homens têm uma cintura maior em comparação com os quadris (consulte a relação cintura-quadril) do que as mulheres.
- As mulheres têm uma seção do quadril maior que os homens, uma adaptação para dar à luz bebês com crânios grandes.
- Nas mulheres, o indicador e o dedo anelar tendem a ter o mesmo comprimento, enquanto o dedo anelar dos homens tende a ser mais longo.[16]

## Esqueleto e sistema muscular

### Esqueleto
O esqueleto feminino é geralmente menos maciço, mais suave e mais delicado que o masculino; sua caixa torácica é mais arredondada e menor, sua curva lombar maior e uma cintura feminina geralmente maior e menor resulta que o tórax é mais estreito na base e a pelve geralmente não é tão alta.
A pelve é, em geral, diferente entre o esqueleto humano feminino e o masculino. Difere tanto na forma como na estrutura geral. A pelve feminina, adaptada à gestação e ao parto, é menos alta, mas proporcionalmente mais larga e circular do que no homem; seu sacro - o osso triangular na parte superior posterior da cavidade pélvica, servindo como base da coluna - também é mais largo. [18] A pelve feminina é inclinada anteriormente, geralmente resultando em uma aparência mais apoiada por balanço.
Na fêmea, os acetábulos, as superfícies côncavas às quais as bolas do fêmur se ligam por meio de ligamentos, estão localizados mais afastados, o que aumenta a distância entre os pontos mais externos dos fêmures (seus maiores trocânteres) e, portanto, a largura dos quadris ; os fêmures femininos são, portanto, mais geralmente angulados (lateralmente, mais afastados da vertical). [18] Esse ângulo maior aplica uma porção maior da carga gravitacional / vertical como torque em valgo (força de rotação contra o joelho). Isso, combinado com os tendões e ligamentos mais fracos da fêmea e um entalhe intercondilar mais estreito, causa maior suscetibilidade à lesão do LCA em atletas do sexo feminino.
Em contraste, a pelve do homem humano parece ser um pouco mais estreita. Acredita-se que isso a torne mais otimizada para caminhar e que uma pelve feminina ainda mais ampla teria dificultado a caminhada; No entanto, pesquisas mais recentes tendem a refutar isso.
As seguintes generalizações adicionais foram feitas em relação às diferenças esqueléticas entre homens e mulheres:
- Os machos em geral têm ossos, tendões e ligamentos mais densos.[25]
- Os crânios femininos e os ossos da cabeça diferem em tamanho e forma do crânio masculino, com a mandíbula masculina geralmente mais larga, maior e mais quadrada que a fêmea.[26] Além disso, os machos geralmente têm uma sobrancelha mais proeminente, um orbital com borda arredondada e processos mastóides mais projetados.[27]
- Os machos têm um pomo-de-adão ou cartilagem tireoidiana mais pronunciada (e vozes mais profundas) devido às cordas vocais maiores.[28]
- Nos homens, o segundo dígito (dedo indicador) tende a ser mais curto que o quarto dígito (dedo anelar), enquanto nas mulheres o segundo dígito tende a ser maior que o quarto dígito (veja a proporção de dígitos).[29]
- Os machos têm dentes um pouco maiores que as fêmeas e uma proporção maior dos dentes nos homens é composta por dentina, enquanto as fêmeas têm proporcionalmente mais esmalte.[30][31]

Finalmente, contrariamente à crença popular, homens e mulheres não diferem no número de costelas; ambos normalmente têm doze pares.

### Massa e força muscular
Em geral, a força física entre homens e mulheres varia bastante no decorrer do crescimento de ambos os sexos devido as transformações hormonais apresentadas em diferentes idades. Até o início da puberdade, as meninas tendem a ser um pouco mais fortes que os meninos. A maioria das meninas começa a puberdade e desenvolvem a parte físico muscular bem antes dos meninos. Quando ambos atingem 14 ou 15 anos, os meninos alcançam as meninas e começam a desenvolver uma vantagem em termos de tamanho e força.
Na fase adulta, as mulheres em geral têm menor massa muscular total do que os homens e também apresentam menor massa muscular em comparação com a massa corporal total; os machos convertem mais de sua ingestão calórica em reservas de energia circulantes e musculares, enquanto as fêmeas tendem a converter mais em depósitos de gordura. Como consequência, os machos geralmente são fisicamente mais fortes que as fêmeas. Enquanto as fibras musculares individuais têm força semelhante entre homens e mulheres, os homens têm mais fibras como resultado de sua maior massa muscular total.  Os machos permanecem mais fortes do que as fêmeas quando se ajustam às diferenças na massa corporal total, devido à maior proporção de massa muscular masculina e massa corporal. Relata-se que a maior massa muscular se deve a uma maior capacidade de hipertrofia muscular como resultado de níveis mais altos de testosterona circulante em homens.
Medidas brutas de força corporal sugerem que as mulheres são aproximadamente 70% tão fortes quanto os homens na parte superior do corpo e 80-90% tão fortes quanto os homens na parte inferior do corpo. Um estudo da força muscular nos cotovelos e joelhos, em homens e mulheres, constatou que a força feminina isto é 80% da força masculina. Outro estudo descobriu que os homens têm uma força de preensão significativamente maior do que as mulheres. Diferenças na largura do braço, coxas e panturrilhas também aumentam durante a puberdade.

## Sistema respiratório
Os machos geralmente apresentam traquéias e brônquios maiores, com volume pulmonar maior por massa corporal. Eles também têm corações maiores, contagem de glóbulos vermelhos 10% maior e hemoglobina mais alta, portanto, maior capacidade de transporte de oxigênio. Eles também apresentam fatores de coagulação circulantes mais altos (vitamina K, protrombina e plaquetas). Essas diferenças levam a uma cicatrização mais rápida das feridas e a uma maior tolerância à dor periférica.

## Pele e cabelo

### Pele
A pele masculina é mais propensa a ficar avermelhada e mais oleosa que a pele feminina. As fêmeas têm uma camada mais espessa de gordura sob a pele e a pele feminina contrai os vasos sanguíneos perto da superfície (vasoconstrição) em reação ao frio em maior extensão do que a pele dos homens, os quais ajudam as mulheres a se aquecer e sobreviver a temperaturas mais baixas do que os homens. Como resultado de uma maior vasoconstrição, enquanto a superfície da pele feminina é mais fria que a masculina, a temperatura da pele profunda nas mulheres é maior que nos homens.
Os machos geralmente têm a pele mais escura que as fêmeas. A pele mais clara do sexo feminino ajuda o corpo a sintetizar mais vitamina D da luz solar e absorver mais cálcio, o que é necessário durante a gravidez e lactação.

### Cabelo
Em média, os machos têm mais pêlos no corpo do que as fêmeas. Os machos têm relativamente mais do tipo de cabelo chamado pêlo terminal, especialmente no rosto, peito, abdômen e costas. Por outro lado, as fêmeas têm mais pêlos velinos. Os pêlos Vellus são menores e, portanto, menos visíveis.
Embora os homens cresçam mais rápido que as mulheres, a calvície é muito mais comum nos homens do que nas mulheres. A principal causa para isso é a calvície masculina ou alopecia androgênica. A calvície masculina é uma condição em que o cabelo começa a se perder em um padrão típico de queda de cabelo e queda de cabelo na coroa e é causado por hormônios e predisposição genética.

### Cor

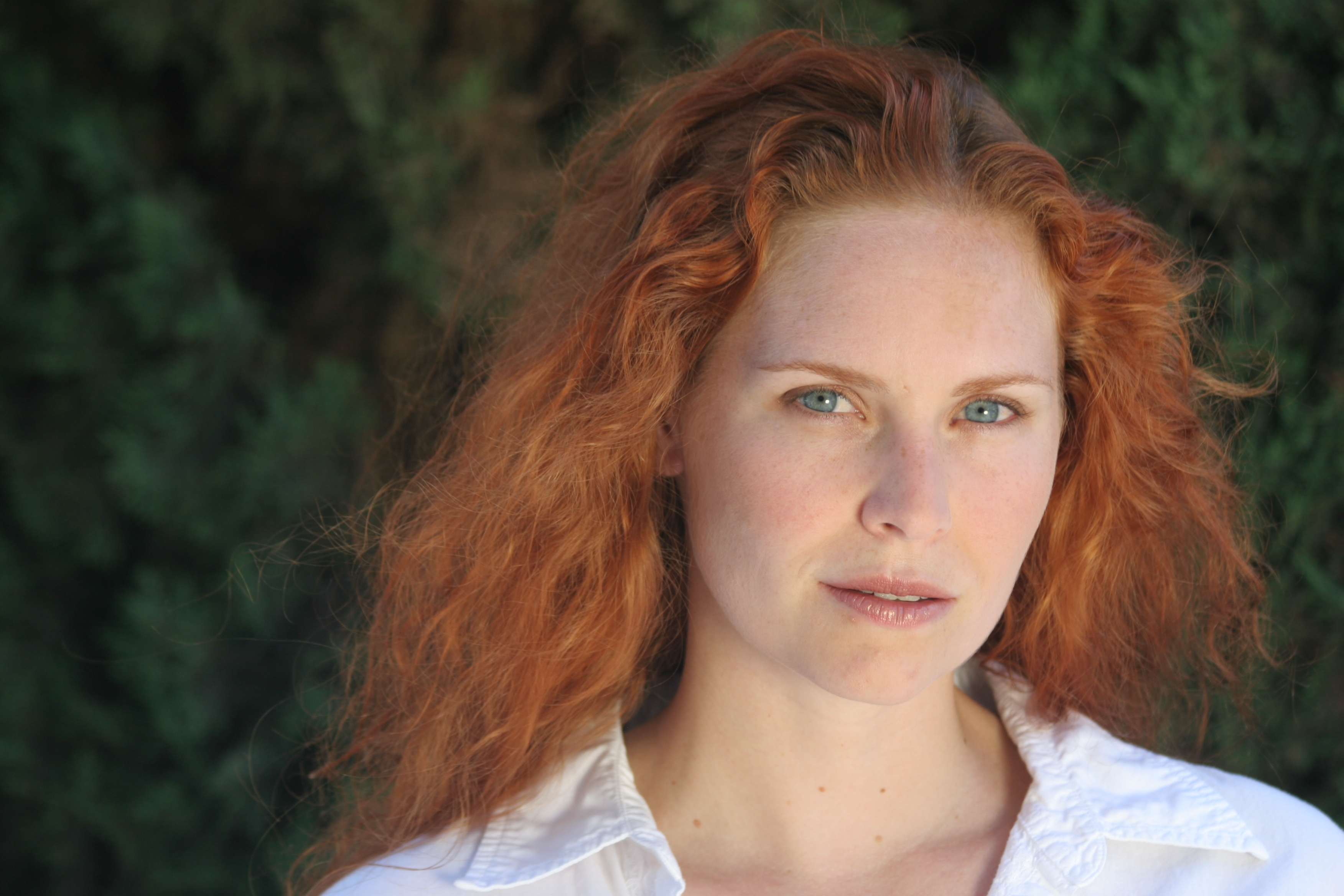
Alguns estudos sugerem que cabelos ruivos e loiros são mais comuns em mulheres do que em homens (ruivos mais do que loiros).

Em média, e após o final da puberdade, os homens têm cabelos mais escuros do que as mulheres e, de acordo com a maioria dos estudos, eles também têm uma pele mais escura - a pele masculina também é mais vermelha, mas isso se deve ao maior volume de sangue, em vez da melanina). Os olhos masculinos também têm maior probabilidade de ser uma das cores mais escuras dos olhos. Por outro lado, as mulheres são de pele mais clara que os homens em todas as populações humanas. As diferenças de cor são causadas principalmente por níveis mais altos de melanina na pele, cabelos e olhos nos homens. Em um estudo, quase o dobro de mulheres que homens tinham cabelos ruivos ou ruivos. Também foi encontrada uma proporção maior de mulheres com cabelos loiros, enquanto os homens eram mais propensos a ter cabelos pretos ou castanhos escuros. Outro estudo descobriu que os olhos verdes, resultado de níveis mais baixos de melanina, são muito mais comuns em mulheres do que em homens, pelo menos por um fator de dois. No entanto, um estudo mais recente descobriu que, embora as mulheres realmente tenham uma frequência mais baixa de cabelos pretos, os homens, por outro lado, têm uma frequência mais alta de cabelos loiros platinados, olhos azuis e pele mais clara. De acordo com essa teoria, a causa disso é uma frequência mais alta de recombinação genética em mulheres do que em homens, possivelmente devido a genes ligados ao sexo, e como resultado, as mulheres tendem a mostrar menos variação fenotípica em qualquer população.
O dimorfismo sexual humano em cores parece ser maior em populações com cor de pele média do que em populações de cores muito claras ou muito escuras..

## Órgãos sexuais e sistemas reprodutivos
Machos e fêmeas têm diferentes órgãos sexuais. As fêmeas têm dois ovários que armazenam os óvulos e um útero conectado a uma vagina. Os machos têm testículos que produzem espermatozóides. Os testículos são colocados no escroto atrás do pênis. O pênis e o escroto masculino são extremidades externas, enquanto os órgãos sexuais femininos são colocados "dentro" do corpo.

The human female reproductive system.

O orgasmo masculino (e a liberação correspondente de esperma contendo ejaculações dos testículos) é essencial para a reprodução, enquanto o orgasmo feminino não. Pensa-se que o orgasmo feminino não tem função óbvia a não ser prazerosa, embora algumas evidências sugiram que ele possa ter evoluído como uma vantagem discriminatória em relação à seleção de parceiros.

A ejaculação feminina é observada há 2.000 anos. Refere-se à liberação de fluido experimentada por algumas mulheres durante o orgasmo. Os componentes do ejaculado são comparáveis aos do ejaculado masculino. A liberação desse líquido é um produto da glândula de Skene (próstata feminina), localizada dentro das paredes da uretra. A próstata feminina é muito menor que a próstata masculina, mas parece se comportar de maneira semelhante, embora a ejaculação feminina não contenha espermatozóides..  A próstata feminina é visível através de ressonância magnética e ultra-som.